# سینیک اوکز (تگزاس)
سینیک اوکز (به انگلیسی: Scenic Oaks) یک منطقهٔ مسکونی در ایالات متحده آمریکا است که در شهرستان بیر، تگزاس واقع شده‌است. سینیک اوکز ۲۰٫۳۸ کیلومتر مربع مساحت و ۴٬۹۵۷ نفر جمعیت دارد و ۴۰۴ متر بالاتر از سطح دریا واقع شده‌است.